# Зоран Рајковић
Зоран Рајковић (Крушевац, 4. децембар 1949) српски је сликар, послератне генерације, који је на ликовну сцену Србије ступио након дипломирања на сликарском одсеку Факултета ликовних уметности Универзитета у Београду, 1974. године.
Креативно надарен, пресудно уметнички образована, Зоран Рајковић је свој сликарски опус, у коме се примарно определио за слику, започео у временском периоду промена у уметности (задњих деценија 20. века), у коме се све више негирало штафелајно сликарство а истицала неликовна средства (инсталација, концепт, фото, видео). Радећи дуго и предано, са променљивим интересовањем, Зоран је кроз вишедеценијски период „ликовног сазревања“, прво (од 1977. до 1985), исказао „сопствени свет“ урбаног човековог простора (фасаде, дворишта, врата...), да би с краја 20. века све више, али обазриво и поступно, мењао концепцију слике а затим и форме. У том периоду предметност на његовим сликама попримила је апстрактни облик, који се све више померао као опсервацији мотива у решавању проблема сликовне површине. Тако на Зорановим сликама мотив више није био јасно препознатљив.
Зоран Рајковић је члан УЛУС-а од 1978. године, у статусу самосталног уметника. Предсесник је удружења ликовних уметника из Крушевца и јеан од његових оснивача 2011. године. Од 1974. године, учесник је многобројних ликовних колонија и колективних изложби у земљи и иностранству. Самостално своје слике излаже од 1977. године.

## Живот и каријера
Зоран Рајковић рођен је у Крушевцу 4. децембра 1949. године, од оца Радомира (1922—2001), комерцијалисте у Хемијској индустрији „Жупа“ Крушевац и друштвено-спортског радника (председник и потпредседник Фудбалског клупа Напредак из Крушевца) и мајке Симке (1927—2005), девојачко (Новаковић), учитељице у ОШ „Доситеј Обрадовић“ у Крушевцу. Има млађег брата Звонка Рајковића, професора физичке културе и председника хуманитарног удружења „Добра нарав“ из Крушевца - популарних „Баксуза, угурсуза и намћора“.
Зоран је основно и средње школовање похађао у Крушевцу. По завршетку Гимназије 1968. године уписао се прво на вајарски, да би након две године прешао не сликарски одсек Факултета ликовних уметности Универзитета у Београду, на коме је дипломирао 1974. године у класи професора Раденка Мишевића. Током студија наставу је похађао и код наша позната сликарке, проф. Цуце Сокић.
По повратку са студија у родни Крушевац, Зоран је радио као професор ликовне културе, више од двадесет година, у Машинско електротехничкој школи у Крушевцу, све до одласка у слободне уметнике 1998. године.
Зоран Рајковић је већи део живота провео у складном браку, са прерано преминулом, Невенком Рајковић (1949—2005), признатом српском сликарком, са којом је три деценије стварао и излаго слике на бројним групним и самосталним (породичним) изложбама. У том браку два сликара, родио се и трећи, син Матија Рајковић (1980), који је са усађеним уметничким генима родитеља, постао признати српски сликар.
Члан је УЛУС-а од 1978. године и председник Удружења ликовних уметника Крушевца, чији је један од оснивача, 2011. године.
Учесник је многобројних ликовних колонија у земљи и иностранству. Радови му се налазе у приватним колекцијама, радним организацијама и установама културе у Србији и иностранству. Рајковићев избор из библиографије, радио и телевизијских интервјуа и емисија садржи више од 200 јединица. Добитник је више награда и признања за вишедеценијски стваралачки рад.
Своју нову инспирацију и надахнуће пронашао је у супрузи Анђелки Рајковић (рођено Јовановић), здравственом раднику у Болничком центру Крушевац, са којом живи и ствара у браку од 2016. године.
Живи и ствара у Крушевцу у статусу слободни уметник, где поред самосталног излагања све више своје слике излаже заједно са цртежима, графикама и сликама сина Матије Рајковића, такође академског сликара.

## Ликовно стваралаштво
Као млад уметник, непосредно након дипломирања на Факултету ликовних уметнсоти, Зоран Рајковић, „препуштен сам себи“, са јаком жељом да успе као уметник, или нестане са ликовне сцене; две године је је трагао за самосвојственим изразом и коначно пронашао себе. Тако настаје уметниково опредељење за слику тј класичнно сликарство.
Занемарујући друге трендовске појаве, које је сматрао пролазним, настанак слике Зоран је све више сматрао неком врстом одабира, превођења или перцепције доживљаја који треба, попут мозаика пажљивим слагањем елемената, сложити у целину, и при томе форму уобличити јасним поетским ликовним говором, којим би изразио уметничко промишљање.
Сликарство Зорана Рајковића настало на основама реалистичко - интимистичке оријентације, заправо је била непрестана „уметникова борба“ у којој се непрестано борио са трендовским изазовима у сталној жељи да промовише хипотетичан свет слике, и искаже га језиком духа и осећајности.
Дубоко уверен да слика настаје из целисходног јединства перцепције, доживљаја, одабирања и пажљивог слагања елемената језичке целине, (Зоран Рајковић) настоји да проникне у бескрајне разноликости „класичног сликарства“ и темељито упозна његове градивне јединице односно начин њиховог структуирања да би демонстрирао, суверено владање тајнама сликарског заната, надмоћ поетског ликовног говора у реализацији својих промишљања.
У Зорановим ликовним представама увек је присутан човек, било у виду идеје или осећања, кога он вешто годинама исказује ствараним сликарским рукописом чија култивисаност и разумљивост сублимишу биће сликара у оквирима призора и отварају хоризонте за достизање целовитости света, живота и дела. 
Разапет између видљивог и невидљивог, спољашњег и унутрашњег, Зоран праксом проверава стечено ликовно искуство у којем се акцент све више помера са опсервације мотива на решавање проблема сликовне површине.
Желећи да остане као личност и стваралац у фаталитичком вакууму с краја века остаје веран свом сликарском концепту рођеном између стварности света и стварности бића. Стварност утиче на уметнике, даје материју за његове субјективне представе али од света Зоран Рајковић открива скривену лепоту а од уметности узима оно што његовој личности највише одговара.
Ма колико самосвојан Зоран Рајковић је подлегао и скушењима савременог, што се у његовом стваралаштву карактерише повремено изазиваним имагинацијама које су га покретала од реалног и конкретног ка редукованом и асоцијативном.
Међутим на том путу денатурализације слике сликар не прекида бесконачни низ релација са реалношћ. Он у том свету увек нешто тумачи, открива, изражава и саопштава јер за њега уметност постоји у свету представљања.
О сликарству Зорана Рајковића у коме је предметност релативизирана али не и замењена чистим апстрактним пројектом отвореним и ослобођеним сваке намере, најбоље говори цитат мр Лазара Стојновића историчара уметности:
Постављен између реалне стварности предметности и потребе за сликањем (Зоран Рајковић) не окреће главу од реалности концепција његове ликовне замисли живела у симбиози конкретног и апстрактног, илузивног и асоцијативног. И када се враћа предмету и кад апстрактно промишља реалне облике полази од основног услова да је слика обојена површина на којој језиком класичног сликарства, али савременом морфологијом и синтаксом исписује богатство света и човека, задржавајући постојано супстанцијални однос са светом окружења.
Преласком у слободне уметнике, Зоран се једним делом приклонио изазовима поручиоца а другим делом и асоцијативном сликарству које се уклапало у његово стваралаштво и жељу за опстанак у несигурном друштву.

## Ликовне колоније
Зоран Рајковић учесник је многобројних ликовних колонија у земљи и иностранству: Ечка, Зобнатица, Студеница, Моја Вода Вршац, Аранђеловац, „Мина Караџић“ Савинац, Пале (БиХ), Москва (Русија) - Дом уметника, Рогашка Слатина (Словенија), Буљарице (Црна Гора), Гружанска Јесен Кнић, Витошевац, Цртеж - Зрењанин, Овчар бања - Чачак, Кладово, Руски Крстур, Панонија - Бачка Топола, Вишевац - Рача, Суботица, Палета - Београд, Мефест - Власинско језеро, Рача, Совљак - Богатић, 12. међународна ликовна колонија Опово, колоније ЕПС-а, Жупе на Копаонику, Југобанке и многих других.

## Самосталне изложбе
| Година | Место одржавања и назив изложбе |
| ------ | --- |
| 1977.  | - Крушевац, Уметничка галерија |
| 1981.  | - Крушевац, Технички школски центар |
| 1984.  | - Крушевац, Уметничка галерија |
| 1987.  | - Вараждин (Хрватска), Изложбени ликовни салон |
| 1989.  | - Трогир (Хрватска), Атриј музеја |
| 1990.  | - Чачак , Ликовни салон Дома културе |
| 1993.  | - Крушевац, Уметничка галерија Народног музеја - Крушевац, Салон уметности "Слово љубве" - Златибор, Конгресни центар – Хотел Чигота |
| 1994.  | - Златибор, Конгресни центар – Хотел Чигота |
| 1995.  | - Крушевац, Галерија “Артем” |
| 1998.  | - Крушевац, Уметничка галерија Народног музеја - Крагујевац, Уметничка галерија Народног музеја - Горњи Милановац, Музеј Рудничко Таковског краја |
| 2006.  | - Крагујевац, Модерна галерија Народног музеја |
| 2012.  | - Жалец (Словенија), Савинов ликовни салон – ЗКШТ - Крушевац, Народни музеј, изложба портрета „Савременици“ |
| 2013.  | - Опово, Галерија „Јован Поповић“ |
| 2014.  | - Пирот, Галерија “Чедомир Крстић” - Вршац, Велика галерија Културног центра - Београд, Галерија Народног универзитета „Божидар Аџија“ |
| 2015.  | - Крушевац, Галерија „Дар“, Слике - Чачак, Ретроспективна изложба Ликовни салон Дома културе, - Крушевац,Ретроспективa Уметничка галерија Народног музеја. - Трстеник, Слике, Ликовни салон Дома културе - Београд, Галерија '73, Породица Рајковић, слике. |
| 2016.  | - Београд,Слике, Галерија Југоекспорт - Ниш, Зоран и Матија Рајковић, ГСЛУ Ниш, Павиљон у Тврђави. |
| 2018.  | - Пожаревац, Слике, Галерија савремене уметности Народног музеја. |
| 2019.  | - Рашка, Слике, Галерија Центра за културу "Градац" - Нови Пазар, Слике, Галерија Мултимедијалног центра - ММЦ |

## Колективне изложбе
| Година         | Место одржавања и назив изложбе |
| -------------- | --- |
| 1974.          | - Београд, Ауторска агенција, Галерија УЛУС |
| 1977. до 2012. | - Октобарска изложба у Крушевцу |
| 1978.          | - Београд, Уметнички павиљон „Цвијета Зузорић“, Нови чланови УЛУС–а - Београд, Културни центар,Београд инспирација сликара - Београд, Крагујевац, Пролећна изложба УЛУС-а |
| 1979.          | - Београд, Културни центар, Београд инспирација сликара |
| 1980.          | - Београд, Зајечар, Чачак, Краљево, Београд - Инспирација сликара |
| 1981.          | - Београд, НОБ у делима уметника Југославије, Београд - Чачак,Краљево,Крушевац,Вараждин, Изложба друштва Западног Поморавља |
| 1982.          | - Београд, Ниш, Краљево, Нови Сад, Пролећна изложба УЛУС-а - Сомбор, Суботица, Зрењанин, Кикинда, Уметници Крушевца - Београд, Уметнички павиљон „Цвијета Зузорић“, 23. Октобарски салон |
| 1983.          | - Шибеник, Сплит, Корчула, Бенковац, Вис, Книн, Ластово, Сликари Крушевца |
| 1985.          | - Београд, Јубиларна изложба УЛУС-а - Београд, Ниш, Крагујевац, 26. Октобарски салон |
| 1989.          | - Крушевац, Уметничка галерија, Бој на Косову шест векова |
| 1991.          | - Београд, Уметнички павиљон “Цвијета Зузорић”, 32. Октобарски салон |
| 1994.          | - Врњачка Бања, Замак културе, изложба ЛК “Пејзаж Врњачке Бање” |
| 1995.          | - Горњи Милановац, Модерна галерија, 1. сазив ЛК „Мина Караџић“ |
| 1996.          | - Чачак, Мало анале, Пејзаж као повод уметничком делу (по позиву) - Горњи Милановац, Светски бијенале минијатуре (по позиву) |
| 1997.          | - Ваљево, Ликовна сцена Крушевца `97 - Алексинац, Београд – Руски дом, Пролећна изложба УЛУА |
| 1998.          | - Горњи Милановац, Светски бијенале минијатуре (по позиву) - Москва (Русија), Графички колектив Чељускинска |
| 2003.          | - Крушевац, Дом синдиката, Галерија „У пролазу“, уметници Крушевца |
| 2004.          | - Горњи Милановац, Модерна галерија, 10. сазив ЛК „Мина Караџић“ - Крушевац, Галерија Крушевачког позоришта, Ротари клуб |
| 2007.          | - Београд, Галерија Руског дома, Колекција ЛК “Кнић 1996–2006“ - Горњи Милановац, Модерна галерија - Пролећна изложба (по позиву) |
| 2010.          | - Београд, Галерија Кућа Ђуре Јакшића, Фонд „Св. Никола“ |
| 2011.          | - Различитост заједништва, Арт-Србија, Ковин (11 градова Србије) - Чачак, Ликовни салон Дома културе, Фонд „Св. Никола“ - Крушевац, Изложба Удружења ликовних уметника Крушевца (УЛУК) |
| 2012.          | - Пожаревац, Галерија савремене уметности, изложба фонда „Св. Никола" из Београда - Чачак, Ликовни салон, Удружење ликовних уметника Крушевца (УЛУК) - Крушевац, Народни музеј, Друга годишња изложба УЛУК-а |
| 2013.          | - Горњи Милановац, Модерна галерија, Изложба удружења УЛУК - Крушевац, Галерија позоришта, Трећа годишња изложба Удружења УЛУК |
| 2014.          | - Брус, Центар за културу, Изложба Удружења УЛУК - Опленац (Топола), Виноградарева кућа, Уметност и вино - Београд, Галерија УК Палилула–НУБС, Удружење УЛУК Крушевац - Крушевац, Галерија Крушевачког позоришта, 4. изложба Удружења –УЛУК |
| 2015.          | - Крушевац, Галерија Културног центра, Пета годишња изложба Удружења УЛУК Крушевац - Параћин, Галерија Културног центра, Изложба Удружења – УЛУК Крушевац - Торонто (Канада), Галерија Српске националне академије - Људи говоре - Опленац (Топола), Виноградарева кућа, Уметност и вино - Горњи Милановац, Модерна галерија Културног центра, Уметност и вино - Андрићград, Галерија „Петар Лубарда“ - Уметност и вино                                               |
| 2016.          | - Крушевац, Уметничка галерија Народног музеја, 56. октобарска изложба - Крушевац, Галерија Легата „Милића од Мачве”, 6. Годишња изложба Удружења УЛУК Крушевац - Крушевац, Уметничка галерија Народног музеја, Природа - урбано, Из уметничке збирке галерије - Београд, Кућа Ђуре Јакшића, Избор из колекције ЛК „Мина Вукомановић Караџић” - Савинац, 1994-2015. - Отава (Канада), Црква Св. архиђакона Стефана, Светосавска изложба српских и канадских уметника. |
| 2017.          | - Крушевац, Галерија Легата „Милића од Мачве”, Седма годишња изложба чланова УЛУК Крушевац. - Београд, Галерија 73, Изложба чланова Удружења ликовних уметника Крушевца - УЛУК. - Ниш, Галерија НКЦ, Изложба чланова удружења ликовних уметника Крушевца. |
| 2018.          | - Београд, Мала галерија Дома војске, Из збирке ликовне колоније „Мина Вукомановић - Караџић." - Требиње (БиХ), Музеј Херцеговине, Уметничка збирка Галерије '73 из Београда. - Братислава (Словачка), Писторихо палас, Уметничка збирка Галерије '73 из Београда. - Краљево, Градска галерија, Изложба чланова удружења УЛУК Крушевац. - Крушевац, Уметничка галерија Народног музеја, Уметничке збирке Високе школе за васпитаче и Гимназије у Крушевцу.            |
| 2019.          | - Пожаревац, Галерија савремене уметности - Народни музеј, Изложба чланова УЛУК Крушевац - Скопље (С. Македонија), Музеј македонске борбе - Порта Македонија, Уметничка збирка Галерије '73 из Београда - Пула (Хрватска), Галерија Српског културног центра у Истри, Уметничка збирка Галерије '73 из Београда - Ниш, Галерија Нишког културног центра - НКЦ, Осма годишња изложба чланова УЛУК-а                                                                    |
| 2020.          | - Пожаревац, Галерија савремене уметности, Народни музеј Пожаревац - Аквизиције '18-'19. - Крушевац, Културни центар, Првомајска изложба (виртуелна поставка) - Нови Сад, Галерија СУЛУВ, Изложба чланова Удружења ликовних уметника Крушевца. |

## Награде и признања
- 1979. Крушевац, Награда на Октобарској изложби
- 1979. Београд, Награда на изложби “Београд инспирација сликара”
- 1981. Крушевац, Откупна заједнице културе СР Србије на Октобарској изложби
- 1981. Краљево, Награда на изложби друштва УЛУС-а Западног Поморавља
- 1982. Крушевац, Откупна награда на Октобарској изложби
- 1983. Крушевац, Награда на Октобарској изложби
- 1984. Крушевац, Награда на Октобарској изложби
- 1985. Крушевац, Годишња награда СИЗ-а културе града Крушевца.[23]
- 1985. Крушевац, Награда на изложби “Човек слобода”
- 1989. Крушевац, Награда на Октобарској изложби
- 2015. Награда публике на Петој годишњој изложби Удружења УЛУК Крушевац